# Fortim de São Sebastião
O Forte do Ceará/Fortim de São Sebastião localizava-se na margem direita da foz do rio Ceará (atual bairro de Barra do Ceará em Fortaleza), no litoral do estado brasileiro do Ceará.

## História
No contexto da Dinastia Filipina (1580-1640), a expedição de Pero Coelho de Sousa que fundara o Fortim de São Tiago da Nova Lisboa em 1604, confirmara a presença francesa na região, o que conduziu a novas providências do governo no reino. Em 1611 foram criadas a capitania do Jaguaribe (ou do Ceará), a capitania do porto de Camocim e a capitania do Maranhão, território então ocupado pelos franceses. Nesse contexto, o então governador da Repartição do Brasil, D. Diogo de Meneses (1608-1613), incumbiu o Capitão-mor Martim Soares Moreno de, na costa da capitania do Ceará, fundar uma feitoria, guarnecer pontos estratégicos, fomentar o progresso econômico e a catequese dos gentios.
Ao alcançar o rio Ceará, foi informado da presença de um navio francês fundeado na foz, o qual atacou com as suas forças, logrando dominar a tripulação, que aprisionou, e assenhoreando-se da embarcação e de duas lanchas. O governador, informado, determinou que um pequeno efetivo de soldados (seis) e um sacerdote se deslocassem para o local onde, com o auxílio do chefe indígena Jacaúna, foi erguido, no mesmo lugar do antigo Fortim de São Tiago, uma nova povoação, e uma ermida sob a invocação de Nossa Senhora do Amparo (20 de janeiro de 1612).
Para a sua defesa, foi iniciado um fortim em faxina e terra, sob a invocação do Santo do dia, São Sebastião (STUDART, 1937. apud GARRIDO, 1940:41). SOUZA (1885) denomina-o como Forte de Nossa Senhora do Amparo, remontando-o a 1611 (op. cit., p. 73). Sua planta apresentava o formato de um polígono quadrangular regular e, em vértices diametralmente opostos, dois baluartes também quadrangulares (BARRETTO, 1958:85). No seu interior abrigava alojamento "capaz de 200 homens, soldados e moradores". Foi guarnecido por um Capitão, um Sargento e dezesseis homens, e artilhado com duas peças de ferro.
Apesar da precariedade de recursos materiais, esta fortificação repeliu os piratas franceses de Du Prat (sob a liderança do Padre Baltazar Correia, 1614).

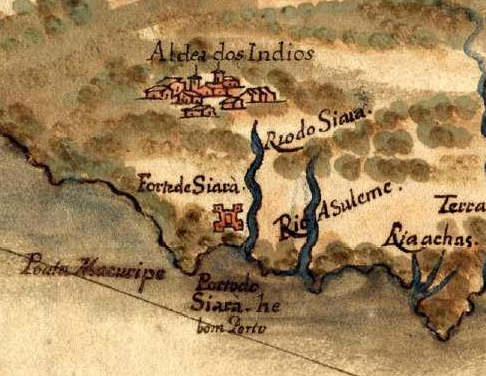
Pormenor do mapa da costa do Ceará de 1629 (Albernaz I), no qual se destaca o forte.

Em 1616, quando em viagem marítima da costa do Maranhão para o Ceará, a embarcação em que Moreno viajava foi colhida por uma
violenta tempestade, desviando-se da rota, indo aportar na ilha de São Domingos, nas Antilhas. De lá, a caminho da Europa, a embarcação foi atacada por corsários, sendo aprisionado e levado para a França, onde permaneceu por dez meses. Condenado à morte, obteve a liberdade graças a gestões diplomáticas da corte espanhola.
De volta a Portugal, em 1619 foi nomeado como primeiro capitão-mor do Ceará, como recompensa pelos serviços prestados. Neste período, a estrutura foi reconstruída (1619-1621) com pedras soltas ("pedra ensossa"), e suas muralhas elevadas para dez pés (c. 3,30 metros) de altura. Moreno tomou posse em 1621, tendo, pelo espaço de dez anos, consolidado e feito florescer a sua capitania. Nesse período, apaziguou dissensões entre a população, estimulou a agricultura e a pecuária. Repeliu naus neerlandesas em 1624, e, danificada, novamente em 1625.
Durante a segunda das Invasões holandesas do Brasil (1630-1654), em 1631 Moreno partiu para Pernambuco, onde se destacou nas lutas contra os neerlandeses, alcançando o título de mestre-de-campo, não tendo retornado ao Ceará. Naquele mesmo ano (1631), Domingos da Veiga, sobrinho de Martim Soares Moreno, tomou posse como novo capitão-mor da capitania do Ceará.
Neste período Bento Maciel Parente relatou à Coroa Ibérica que esta fortificação era em faxina e terra, estando artilhada com duas peças, e sugeriu o seu abandono, com o que esta concordou. Posteriormente, foi assaltada por uma força de quatrocentos soldados e duzentos indígenas, sob o comando do Major Joris Garstman e do Capitão Huss. Defendido por vinte e três homens sob o comando de Bartolomeu de Brito, artilhada com cinco peças de ferro (quatro de 4 e uma de 2 libras de bala), foi tomado de assalto a 25 de outubro de 1637. (STUDART, 1937. apud GARRIDO, 1940:41-42).
Essa conquista foi descrita, em 1647, por BARLÉU (1974):
"Os índios moradores do Ceará pediram paz e ofereceram seu auxílio contra os portugueses, rogando ao Conde [ Maurício de Nassau ] que sujeitasse ao seu poder o forte dali, ocupado pelos lusitanos, protegendo-lhes a gente contra as injúrias e a dominação deles. (...).
Arribando Gartsman ao Ceará, informou da sua chegada ao maioral dos brasileiros Algodão, e desembarcada a soldadesca, conduziu-a pelo litoral, vindo-lhe ao encontro os naturais que lhe significavam paz com bandeiras brancas. Depois de falar com o morubixaba, sentindo-se mais animoso com as tropas auxiliares (pois o régulo lhe trouxera de reforço duzentos dos seus), atacou e tomou o forte que era de pedra ensossa. Defendeu-se o inimigo frouxamente, com tiros de peça e de mosquete. Foram poucos os mortos e mais numerosos os prisioneiros, e entre estes os mais graduados da milícia. Lucramos com a vitória três peças e alguns petrechos bélicos." (op. cit., p. 68)
e complementa:
"(...) Passando este [forte] para o nosso poder, guarnecemo-lo com um presídio de 40 homens." (op. cit., p. 127)
Adriano do Dussen (Relatório sobre o estado das Capitanias conquistadas no Brasil, 4 de abril de 1640), confirma:
"A Capitania do Ceará nunca foi povoada: os portugueses tinham ali somente um pequeno forte, de pouca importância, com muito pouca gente, e do qual nos apoderamos. Atualmente lá está sediada uma guarnição da Companhia, com cerca de 40 homens, mas nada rende à Companhia; contamos com assistência de brasilianos que ali residem, os quais espontaneamente nos vieram em auxílio em três ocasiões, com cerca de 200 homens armados, de cada vez."
E sobre os efetivos, complementa: "O Ceará está guarnecido por cerca de 40 homens sob o comando do Tenente Heindrick van Ham." BARLÉU (1974) transcreve esta cifra (op. cit., p. 146). BARRETTO (1958) considera que os neerlandeses, quando o ocuparam, o reforçaram com uma paliçada (op. cit., p. 86).
As mesmas fontes dão conta de que uma outra revolta dos indígenas conduziu à destruição da fortificação, em janeiro de 1644:
"Depois da expedição do Chile, soube Nassau que estalara no Ceará nova revolta. Bandos de brasileiros, chamados à guerra, tinham tomado ardilosamente o forte ocupado pelos holandeses e o arrasaram, trucidando o governador [do Ceará] Gedeon Morris, todos os soldados da guarnição e até os trabalhadores estabelecidos não longe dele, nas salinas de Upanema. A mesma sorte estava reservada para o comissário do Maranhão. Ignorando o que ali havia acontecido, arribou aquele lugar infeliz para recensear os soldados e caiu nas mãos dos rebeldes, perecendo com todos os seus de morte semelhante. Além disso, como se achasse em reparos no porto do Ceará um dos nossos patachos, desembarcaram num barco o patrão do navio, um capitão, um tenente e alguns soldados rasos, os quais os cearenses, encobrindo o ódio com blandícias, mataram sem eles o esperarem. Evadiram-se três marinheiros que se haviam escondido no mato e viram o forte derribado e seus entulhos." (BARLÉU, 1974:304)
SOUSA (1885) compreendeu que os indígenas entregam a fortificação a Antônio Teixeira de Melo, a quem mandam chamar no Maranhão. Entretanto, trabalhos mais recentes, de autores como José Higino Duarte Pereira, dão conta de que embora tendo sido solicitada, não existiu presença militar portuguesa na região no período entre 1644 e 1649. A esse respeito, veja-se ainda Lodewijk Hulsman e Werneck Xavierque demonstra que os indígenas do Ceará mantinham contatos com o governo neerlandês no Recife, o que conduziu à expedição de Matias Beck em 1649. O diário que Beck nos deixou e suas correspondência entre 1649 e 1654, historiograficamente recentemente estudado, também não acusa presença portuguesa no Ceará.
Beck alcançou a enseada do Mucuripe em 3 de abril de 1649, dando início à exploração da costa para instalar um novo forte. Optou por erguê-lo na própria enseada, às margens da foz do rio Pajeú, conforme projeto do engenheiro inglês Richard Carr. O antigo forte, desmantelado e abandonado, teve as suas telhas e a sua artilharia reaproveitados para a construção desse novo forte que recebeu o nome de Forte Schoonenborch em homenagem ao governador neerlandês de Pernambuco (GARRIDO, 1940:42).